# Людвік Свобода
Людвік Сво́бода (чеськ. Ludvík Svoboda, 25 листопада 1895, Грознатін — 20 вересня 1979, Прага), чехословацький військовий і політичний діяч, президент ЧССР в 1968—1975, генерал, Герой Радянського Союзу (1965), Герой ЧССР.
За ініціативи СРСР у Лондоні 18 липня 1941 була укладена радянсько-чехословацька угода «Про спільні дії у війні проти фашистської Німеччини», згідно з якою відновлювались дипломатичні відносини між СРСР та Чехословацькою республікою, а також було передбачено створення військових підрозділів з громадян Чехословацької республіки на території Радянського Союзу. На її розвиток представниками верховного командування СРСР та Чехословаччини 27 вересня 1941 було підписано Військову угоду. У лютому 1943, під час контрнаступу переважаючих сил німецьких військ проти лівого крила Воронезького фронту, «бойове хрещення» прийняв чехословацький батальйон під командуванням полковника Л. Свободи.
Влітку 1943 р. в Новохоперську було завершено формування 1-ї окремої Чехословацької бригади під командуванням полковника Людвіка Свободи (згодом армійський корпус). З 15 тисяч чоловік її особового складу 11 тисяч були закарпатськими українцями.
На чолі 1-ї чехословацької бригади у складі 38-ї армії 1-го Українського фронту брав участь у деокупації Києва від німецьких військ. 
Людвік Свобода неодноразово перебував на Тернопільщині: 2 липня 1917 брав участь у битві під Зборовом, 1939 року — біля м. Тернопіль. 18 вересня 1939 зупинявся у Підгайцях, 20-25 вересня 1939 — у Гусятині.
Брав участь у боях проти гітлерівців в Україні. У 1945—1950 рр. обіймав керівні посади в уряді Чехословаччини. У 1947 р. як міністр оборони Чехословаччини на прохання Польщі вжив заходів з перекриття кордону задля запобігання уникненню українцями депортації (т.зв. акція «Вісла»). З 1968 до 1975 рр. був президентом держави.
Написав військові спогади: «З Бузулуку до Праги» (Svoboda L. Z Buzuluku do Prahy. — Praha: NaŠe Vojsko, 1963.).

## Вшанування пам'яті
У місті Харків є проспект Людвіга Свободи.